# Jean Tholix
Jean Tholix (ur. 6 lutego 1984 w Toamasinie) – madagaskarski piłkarz grający na pozycji obrońcy.

## Kariera klubowa
W 2006 był zawodnikiem USJF Ravinala. W latach 2007–2011 grał w AS Adema, w latach 2012-2016 był zawodnikiem seszelskiego La Passe FC, a w 2017 roku - Fosa Juniors FC.

## Kariera reprezentacyjna
Od 2006 do 2011 grał w reprezentacji Madagaskaru, dla której rozegrał 14 meczów.